# María Lavalle Urbina
María Lavalle Urbina (San Francisco de Campeche, México, 24 de mayo de 1908 - Ciudad de México 23 de abril de 1996) fue una abogada y política mexicana, miembro del Partido Revolucionario Institucional, senadora y la primera mujer en ejercer como presidenta del Senado de México.

## Estudios y magisterio
Realizó sus estudios iniciales en la Escuela Normal de Campeche, donde se recibió en 1927 como maestra normalista, y continuó sus estudios en el Instituto Campechano. En 1944, se convirtió en la primera mujer en el estado de Campeche en titularse como abogada. Paralelamente, fue directora de una escuela primaria y dirigió la campaña de alfabetización en su estado. Durante 1946. participó en la Comisión Técnica Femenil del Partido Alemanista, siendo uno de sus principales objetivos conseguir el voto femenil en los comicios federales.
En 1947, durante el período presidencial de Miguel Alemán Valdés, fue nombrada magistrada del Supremo Tribunal de Justicia del Distrito y Territorios Federales, jefa del departamento de readaptación social de la Secretaría de Gobernación de 1954 a 1964, y fue representante de México ante la Comisión de la Condición Jurídica y Social de la Mujer de la Organización de las Naciones Unidas de 1957 a 1968. Fue miembro y presidió sobre organizaciones como la Alianza de Mujeres de México, la Academia Mexicana de Educación y la Asociación de Derecho de la Familia de la Asociación Nacional de Abogados.

## Senado y otros cargos públicos
En 1964 fue elegida, junto a Alicia Arellano Tapia, como las dos primeras senadoras en la historia de México, en representación de su estado, Campeche, para el período que culminó en 1970. Ejerció como la primera presidenta del Senado en 1965.
De 1970 a 1976 fue directora general del Registro Civil, de 1976 a 1980 fue subsecretaria de educación básica de la Secretaría de Educación Pública y de 1983 a 1984 fue directora de la Comisión Nacional de Libros de Texto Gratuitos. 

## Homenajes
En 1965, recibió la Medalla Belisario Domínguez del Senado de la República, y 11 años después, en 1976, le fue concedido el Premio de Derechos Humanos de las Naciones Unidas. Murió el 23 de abril de 1996, y sus restos mortales fueron trasladados a la Rotonda de las Personas Ilustres en noviembre de 2006.
Como tributo en su ciudad natal, hay una avenida con su estatua y una escuela fue nombrada por ella. Además, el Poder Legislativo del Estado de Campeche otorga, desde el 2012, el Premio Estatal "María Lavalle Urbina, Benemérita del Estado" para reconocer a las personas que, por sus méritos extraordinarios, se distingan por su contribución al fortalecimiento de los derechos de las mujeres, la promoción y defensa de los derechos humanos, u otros valores sociales o manifestaciones culturales que contribuyan al bien del Estado. El premio se otorga cada 3 años en una sesión solemne del Congreso del Estado el día 24 de mayo, fecha del nataclicio de Lavalle Urbina.
En 1997, la Asociación Mundial de Mujeres Periodistas y Escritoras (Capítulo México) establecieron el premio nacional María Lavalle Urbina con el objetivo de estimular y reconocer la participación de las mujeres en la vida nacional e internacional. El premio se entrega anualmente y, desde el 2002, fue integrado al Instituto Nacional de las Mujeres.